# Oganesson
Oganesson là một nguyên tố tổng hợp siêu nặng trong bảng tuần hoàn có ký hiệu hóa học là Og và có số nguyên tử là 118. Oganesson được tổng hợp lần đầu tiên vào năm 2002 tại Viện Liên hiệp nghiên cứu hạt nhân Dubna (JINR) ở Dubna, gần Moskva, Nga, bởi một nhóm các nhà khoa học Nga và Mỹ. Oganesson được đặt tên chính thức vào ngày 28 tháng 11 năm 2016. Đầu tiên, các nhà khoa học cho rằng nguyên tố này chắc chắn có các đặc tính của nhóm khí hiếm (nhóm 18), giống radon về các đặc tính hóa học; vì thế, một số tài liệu nghiên cứu đã gọi nó là eka-radon. Tuy nhiên, người ta phát hiện ra rằng không phải nó mà là ununquadi (tên mới là flerovi) mới có các đặc tính giống các nguyên tố khác trong nhóm 18. Nếu phải thì oganesson là nguyên tố thể khí phóng xạ thứ hai và khí bán dẫn đầu tiên dưới điều kiện chuẩn.
Trừ ra tính không ổn định do có lẽ phóng xạ, các nhà khoa học dự đoán là oganesson sẽ phản ứng hơn xenon và radon. Nó chắc có thể tạo thành oxit ổn định (OgO3 v.v.) cùng với các muối chloride và fluoride.

## Phát hiện
Vào ngày 16 tháng 10 năm 2006, các nhà nghiên cứu làm việc tại Viện Liên hiệp nghiên cứu hạt nhân Dubna (JINR) tại Dubna, Nga thông báo trong Physical Review rằng họ đã gián tiếp phát hiện ra tổng cộng ba hạt nhân của ununocti-294 (một vào năm 2002 và hai vào năm 2005) được tạo ra thông qua các va chạm của các nguyên tử californi-249 và các ion calci-48:
249
98Cf
 + 48
20Ca
 → 294
118Og
 + 3 n.
Do xác suất rất nhỏ của phản ứng tổng hợp (tổng hợp tiết diện là 0,5 pb = 5×10−41 m²) nên phải trên 4×1019 ion calci cần được bắn phá vào californi để có được chỉ 3 phản ứng tổng hợp.
Nhóm nghiên cứu bao gồm các nhà khoa học từ JINR và Phòng thí nghiệm quốc gia Lawrence Livermore ở California, Hoa Kỳ. Các sản phẩm phân rã của 3 nguyên tử ununocti, chứ không phải chính các nguyên tử, đã được quan sát tại Dubna. Chu kỳ bán rã 0,89 ms cũng đã được quan sát: 294Og phân rã thành 290Lv theo phân rã alpha. Do chỉ có 3 hạt nhân nên chu kỳ bán rã đã được lấy theo thời gian tồn tại quan sát được và do vậy nó có độ tin cậy không cao: 0,89-0,31+1,07 ms.
Sự nhận dạng ra các hạt nhân 294Og đã được kiểm tra bởi sự tạo ra một cách tách biệt của hạt nhân con được giả định là của 290Lv bằng cách bắn phá 245Cm bằng các ion của 48Ca.
245
96Cm
 + 48
20Ca
 → 290
116Lv
 + 3 n,
và kiểm tra rằng phân rã của 290Lv phù hợp với chuỗi phân rã của hạt nhân 294Og.
Hạt nhân con 290Lv là cực kỳ không ổn định, nó phân rã với chu kỳ bán rã 14 mili giây thành 286Fl, và nó có thể phân rã tự phát hay phân rã alpha thành 282Cn, và hạt nhân này sẽ phân rã tự phát.

## Lịch sử
Năm 1999, các nhà nghiên cứu tại Phòng thí nghiệm Quốc gia Lawrence Berkeley đã thông báo về phát hiện ra các nguyên tố số 116 và 118, trong bài báo đăng trên Physical Review Letters.
Các nhà nghiên cứu này tuyên bố rằng họ đã thực hiện phản ứng:
86
36Kr
 + 208
82Pb
 → 293
118Og
 + n.
Năm sau, họ lại công bố lời rút lại sau khi các nhà nghiên cứu khác không thể lặp lại các kết quả.
Vào tháng 6 năm 2002, viện trưởng phòng thí nghiệm này thông báo rằng tuyên bố ban đầu về phát hiện ra hai nguyên tố này đã dựa trên các dữ liệu bị giả mạo bởi trưởng nhóm Victor Ninov.
Nhóm các nhà nghiên cứu Mỹ đã có ý định đặt tên cho nó là ghiorsium theo tên của Albert Ghiorso trước khi phải rút lại tuyên bố của mình.

## Tên gọi
Cho đến thập niên 1960, ununocti được gọi là eka-emanation (emanation là tên gọi cũ để chỉ radon). Năm 1979, IUPAC đưa ra các đề nghị gọi nguyên tố này là ununocti, tên hệ thống nguyên tố, một tên tạm thời cho đến khi phát hiện ra nguyên tố này và IUPAC quyết định đặt tên.
Trước năm 2002, các nhà nghiên cứu ở Berkeley đã đặt tên nguyên tố này là ghiorsi (Gh) theo tên của Albert Ghiorso (thành viên của nhóm nghiên cứu).
Những nhà khoa học người Nga đã báo cáo về sự tổng hợp ra nguyên tố này của họ vào năm 2006. Năm 2007, người đứng đầu viện nghiên cứu Nga nói rằng nhóm đã đưa ra hai tên gọi cho nguyên tố mới là Flyori theo tên của Georgy Flyorov, người sáng lập ra phòng nghiên cứu ở Dubna; và moskovi, theo tên của tỉnh Moskva, nơi đặt phòng thí nghiệm Dubna. Ông cũng chỉ ra rằng mặc dù nguyên tố được phát hiện trong sự hợp tác nghiên cứu với Mỹ, phía này đã cung cấp nguyên tố californi (Cf), nguyên tố này nên được đặt theo tên danh dự của Nga từ khi phòng thí nghiệm phản ứng hạt nhân Flerov ở JINR là cơ sở duy nhất trên thế giới có thể làm được kết quả như thế.
Vào ngày 2 tháng 12 năm 2016, IUPAC đã công bố chính thức tên của nguyên tố này là Oganesson cùng với 3 nguyên tố khác là nihoni, moscovi và tennessine.